# Solia
Solia er en kortfilm fra 2006 instrueret af Sofie Stougaard efter eget manuskript.

## Handling
En ung kvinde har mistet sin noget ældre mand. Ved begravelsen vender alle hende ryggen, og hun finder ud af, at kærligheden ikke er nær så vigtig som penge.